# Kim Warwick
Kim Warwick (Sydney, 8 aprile 1952) è un ex tennista australiano.

## Carriera
Tennista specializzato nel doppio,  vinse un totale di ventisei tornei raggiungendo la decima posizione nella classifica mondiale della specialità. In carriera fece per lungo tempo coppia con i connazionali Syd Ball e Mark Edmondson. Con quest'ultimo riuscì a vincere tre titoli dello Slam su quattro finali giocate.

In singolare conquistò tre tornei, a Bangalore, Adelaide e Johannesburg. Nei tornei dello Slam giunse ai quarti di finale agli Australian Open 1975 (sconfitto da Jimmy Connors), agli Australian Open 1981 (sconfitto da Hank Pfister) e agli US Open 1982 (sconfitto da Ivan Lendl), mentre raggiunse la finale degli Australian Open 1980 dove si arrese a Brian Teacher. In Coppa Davis disputò quattro incontri per la squadra australiana ottenendo due vittorie.

## Statistiche

### Singolare

#### Vittorie (3)
| Legenda                                       |
| Grande Slam                                   |
| Tennis Masters Cup / ATP World Tour Finals    |
| Grand Slam Cup                                |
| Super 9 / Master Series                       |
| ATP Championships / International Series Gold |
| World Series / International Series (3)       |

| Numero | Data             | Torneo                           | Superficie  | Avversario in finale | Punteggio     |
| 1.     | 28 novembre 1976 | Indian Open, Bangalore           | Terra rossa | Sashi Menon          | 6–1, 6–2      |
| 2.     | 10 dicembre 1979 | South Australian Open, Adelaide  | Erba        | Bernard Mitton       | 7–5, 6–4      |
| 3.     | 2 dicembre 1980  | South African Open, Johannesburg | Cemento     | Fritz Buehning       | 6-2, 6-1, 6-2 |

#### Finali perse (8)
| Numero | Data             | Torneo                                          | Superficie  | Avversario in finale | Punteggio               |
| 1.     | 23 gennaio 1972  | South Australian Tennis Championships, Adelaide | Erba        | Alex Metreveli       | 6-3, 6-3, 7-6           |
| 2.     | 9 novembre 1974  | Jakarta Open, Giacarta                          | Cemento     | Onny Parun           | 6-3, 3-6, 6-4           |
| 3.     | 6 novembre 1977  | Japan Open Tennis Championships, Tokyo          | Terra rossa | Manuel Orantes       | 6-2, 6-1                |
| 4.     | 23 luglio 1078   | Mercedes Cup, Stoccarda                         | Terra rossa | Ulrich Pinner        | 6-4, 6-2, 7-6           |
| 5.     | 30 dicembre 1978 | New South Wales Open, Sydney                    | Erba        | Tim Wilkison         | 6-3, 6-3, 6-7, 3-6, 6-2 |
| 6.     | 15 giugno 1980   | Queen's Club Championships, Londra              | Erba        | John McEnroe         | 6-3, 6-1                |
| 7.     | 13 luglio 1980   | Swiss Open Gstaad, Gstaad                       | Terra rossa | Heinz Günthardt      | 4-6, 6-4, 7-6           |
| 8.     | 4 gennaio 1981   | Australian Open, Melbourne                      | Erba        | Brian Teacher        | 7-5, 7-6, 6-3           |

### Doppio

#### Vittorie (26)
| Legenda                                       |
| Grande Slam (4)                               |
| Tennis Masters Cup / ATP World Tour Finals    |
| Grand Slam Cup                                |
| Super 9 / Master Series                       |
| ATP Championships / International Series Gold |
| World Series / International Series (22)      |

| Numero | Anno | Torneo                                     | Superficie  | Compagno         | Avversari in finale                | Punteggio                 |
| 1.     | 1974 | Cedar Grove Open, Cedar Grove              | Altro       | Steve Siegel     | Dick Crealy Bob Tanis              | 4–6, 6–2, 6–1             |
| 2.     | 1976 | South Pacific Tennis Classic, Brisbane     | Erba        | Syd Ball         | Ismail El Shafei Brian Fairlie     | 6–4, 6–4                  |
| 3.     | 1976 | Medibank International, Sydney             | Erba        | Syd Ball         | Mark Edmondson John Marks          | 6–3, 6–4                  |
| 4.     | 1977 | Japan Open Tennis Championships, Tokyo     | Terra rossa | Geoff Masters    | Colin Dibley Chris Kachel          | 6–2, 7–6                  |
| 5.     | 1977 | Hong Kong Open, Hong Kong                  | Cemento     | Syd Ball         | Marty Riessen Roscoe Tanner        | 7–6, 6–3                  |
| 6.     | 1977 | ATP Adelaide, Adelaide                     | Erba        | Syd Ball         | John Alexander Phil Dent           | 3–6, 7–6, 6–4             |
| 7.     | 1978 | Australian Open, Melbourne                 | Erba        | Wojciech Fibak   | Paul Kronk Cliff Letcher           | 7–6, 7–5                  |
| 8.     | 1979 | Heineken Open, Auckland                    | Cemento     | Bernard Mitton   | Andrew Jarrett Jonathan Smith      | 6–3, 2–6, 6–3             |
| 9.     | 1980 | ATP Nizza, Nizza                           | Terra rossa | Chris Delaney    | Stanislav Birner Jiří Hřebec       | 6–4, 6–0                  |
| 10.    | 1980 | Internazionali d'Italia, Roma              | Terra rossa | Mark Edmondson   | Balázs Taróczy Eliot Teltscher     | 7–6, 7–6                  |
| 11.    | 1980 | Surrey Grass Court Championships, Surbiton | Erba        | Mark Edmondson   | Andrew Pattison Butch Walts        | 7–6, 6–7, 6–7, 7–6, 15–13 |
| 12.    | 1980 | Australian Open, Melbourne                 | Erba        | Mark Edmondson   | Peter McNamara Paul McNamee        | 7–5, 6–4                  |
| 13.    | 1981 | Australian Open, Melbourne                 | Erba        | Mark Edmondson   | Hank Pfister John Sadri            | 6–3, 6–7, 6–3             |
| 14.    | 1982 | South Australian Open gennaio, Adelaide    | Erba        | Mark Edmondson   | Andrew Jarrett Jonathan Smith      | 7–5, 4–6, 7–6             |
| 15.    | 1982 | Guarujá Open, Guarujá                      | Terra rossa | Phil Dent        | Carlos Kirmayr Cássio Motta        | 6–7, 6–2, 6–3             |
| 16.    | 1982 | Richmond WCT, Richmond                     | Sintetico   | Mark Edmondson   | Syd Ball Rolf Gehring              | 6–4, 6–2                  |
| 17.    | 1982 | Generali Open, Kitzbühel                   | Terra rossa | Mark Edmondson   | Rod Frawley Pavel Složil           | 6–4, 4–6, 7–6             |
| 18.    | 1983 | Stowe Open, Stowe                          | Cemento     | Brad Drewett     | Fritz Buehning Tom Gullikson       | 4–6, 7–5, 6–2             |
| 19.    | 1983 | ATP Taipei, Taipei                         | Sintetico   | Wally Masur      | Ken Flach Robert Seguso            | 7–6, 6–4                  |
| 20.    | 1985 | BMW Open, Monaco di Baviera                | Terra rossa | Mark Edmondson   | Sergio Casal Emilio Sánchez        | 4–6, 7–5, 7–5             |
| 21.    | 1985 | Open di Francia, Parigi                    | Terra rossa | Mark Edmondson   | Shlomo Glickstein Hans Simonsson   | 6–3, 6–4, 6–7, 6–3        |
| 22.    | 1985 | Hong Kong Open, Hong Kong                  | Cemento     | Brad Drewett     | Jakob Hlasek Tomáš Šmíd            | 6–3, 4–6, 6–2             |
| 23.    | 1985 | ATP Adelaide, Adelaide                     | Erba        | Mark Edmondson   | Nelson Aerts Tomm Warneke          | 6–4, 6–4                  |
| 24.    | 1986 | Cincinnati Masters, Cincinnati             | Cemento     | Mark Kratzmann   | Christo Steyn Danie Visser         | 6–3, 6–4                  |
| 25.    | 1986 | Stockholm Open, Stoccolma                  | Cemento (i) | Sherwood Stewart | Pat Cash Slobodan Živojinović      | 6–4, 6–4                  |
| 26.    | 1987 | Verizon Tennis Challenge, Orlando          | Cemento     | Sherwood Stewart | Paul Annacone Christo van Rensburg | 2–6, 7–6, 6–4             |